# Лігури

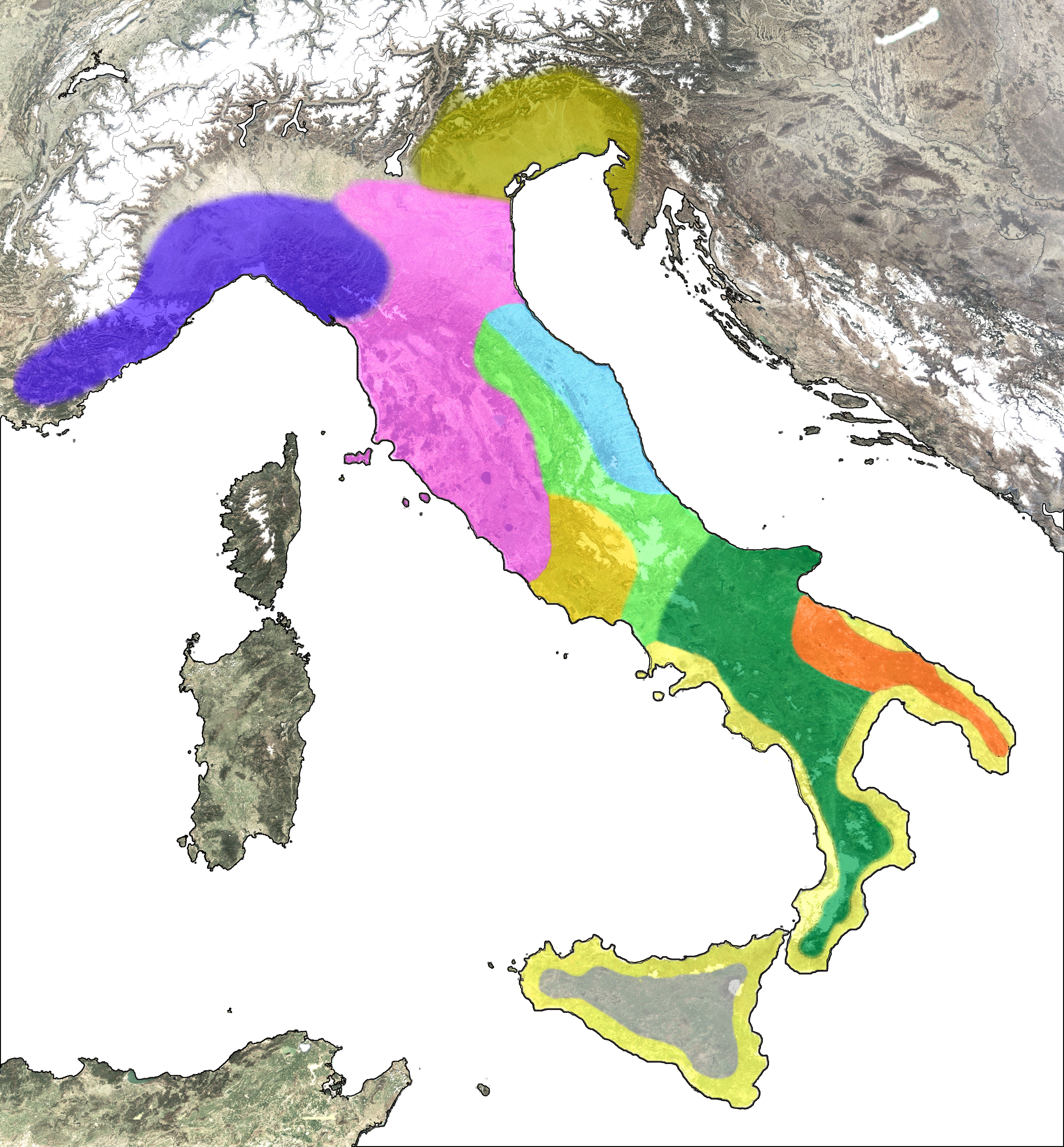
Етнічні групи народів на італійському півострові на початку залізної доби.
Лігури
Венеди
Етруски
Піцени
Умбри
Латини
Самніти
Мессапи
Греки

Лігу́ри (лат. Ligures, грец. Λίγυες) — стародавні індоєвропейські племена, що заселяли в середині І-го тис. до н. е. північно-західну Італію і південно-східну Галлію. Вважають, що в ІІ-му — середині І-го тис. до н. е. лігури населяли більшу частину Італії, а потім були витіснені на північний захід італіками. Заселяли також і територію сучасної західної Іспанії.
Мало відомо про їхню мову перед тим, як вона змішалася з кельтською. Відомі лише деякі назви місцевостей. Були носіями старовинної європейської культури Терамарі. З бл. 700 р. до н. е. Лігурів витіснено кельтами на територію, що сьогодні відома як Лігурія. З тих часів утворюють з кельтами змішані поселення, перш за все у долині Рони. З 238 року до н. е потрапляють під панування Риму. З того часу відомі допоміжні війська з лігурів у римських легіонах. Основним містом лігурів римського часу був Albingaunum чи Album Ingaunum («Білий Інганум», зараз Альбенга), що належав лігурському племені інґаунів (Ingauni).
Відомі племена лігурів:
- Декіти
- Інґауні
- Оксибі
- та ін.